# Edmund Schopen
Edmund Schopen (* 25. Mai 1882 in Düsseldorf; † 9. Oktober 1961 in München) war ein deutscher Geistlicher, Schriftsteller, Pädagoge und Historiker.

## Leben
Edmund Schopen war ein Sohn des Kaufmanns Ernst Schopen und Agnes, geb. Koch.
Schopen besuchte das Gymnasium Köln und studierte an der Universität Bonn katholische Theologie, Geschichte, Kunstgeschichte und Philosophie. Von 1906 bis 1920 war er katholischer Geistlicher. Er war u. a. 1908 2. Kaplan in Herz Jesu in Mülheim am Rhein. Später wurde er Kaplan in Bad Godesberg und Oberhausen. 1917/18 war er Mitglied er Deutschen Vaterlandspartei. Nach Auseinandersetzungen zog er sich 1918 vom amtlichen Kirchendienst zurück. Bereits vorher hatte er sich immer wieder politisch engagiert.
So organisierte er unter seiner Führung und der der Zentrumspolitiker Hermann Roeren und Franz Bitter am Osterdienstag 1909 in Köln eine Zusammenkunft von Geistlichen und Politikern, die später als Osterdienstagskonferenz bezeichnet wurde. Es wurde u. a. über die steigende Entkonfessionalisierung des politischen Katholizismus gesprochen. Die Osterdienstagskonferenz war ein Auslöser für den Zentrumsstreit.
1920 legte er sein geistliches Amt nieder. Er gründete im gleichen Jahr nach dem Kauf des Gebäudes in der Rheinallee 26 in Bonn dort das Deutsche Kolleg. Das Deutsche Kolleg war eine an keine Religionsgemeinschaft gebundene, national ausgerichtete Höhere Schule mit Internatsbetrieb. 1921/22 wurde die Schule in eine Stiftung ohne Beteiligung des ursprünglichen Gründers Schopen umgewandelt.
Ab 1922 war er als Schriftsteller und Privatgelehrter tätig. 1926 kam er als Referent für Kunst und Dramaturgie nach München. Von 1929 bis 1933 war er anfangs neben Johannes Eckardt zweiter Geschäftsführer der halbamtlichen Bayerischen Landesfilmbühne (BLFB). Ab Sommer 1931 war er gemeinsam mit Egon von Werner Geschäftsführer der BLFB. Ende 1931 äußerte Schopen, dass von Werner nationalsozialistische Tendenzen zeigen würde. Daraufhin wurde von Werner von den Gesellschaftern zum Rücktritt gezwungen, welcher zum 1. Juni 1932 wirksam wurde. Im April 1933 wurde Schopen durch die Nationalsozialisten beurlaubt. Von Werner wurde dessen Nachfolger als Geschäftsführer der BLFB. Später wurde die BLFB ganz aufgelöst.
Nach dem Krieg kam es zu Auseinandersetzungen mit Eckardt. Schopen war Präsident des Münchner Filmclubs und hatte sich dagegen gewehrt, dass Filmclubs nicht mehr ohne vorherige Kontrolle Filme zeigen dürften. Eckardt warf Schopen daraufhin vor, bewusst ostdeutsche Filme uneingeschränkt in der BRD zeigen zu wollen.
Als Schriftsteller befasste er sich mit Themen um geistliche und politische Fragestellungen der europäischen Kultur. 1930 hatte er Die Kurbel herausgebracht.

## Werke (Auswahl)
- Die kirchl. Jugendfürsorge und der Verband kath. Jugendfreunde (Denkschrift). H. Theissing, 1908.
- „Köln“ eine innere Gefahr für den Katholizismus. Walther, 1910.
- Die Familie im Verfassungsleben der indogermanischen Centum-Völker. Cohen, 1914.
- Beiträge zur Erziehung der männlichen Jugend. 1918.
- Das wahre Gesicht der Vaterlandspartei. Verlag der Deutschen Vaterlandspartei, 1919.
- Das Problem des Christentums. Krabben, 1921.
- Das Kulturproblem des Films. G. Hirth, 1930.
- Geschichte der Reichsidee. Band 1: 1936, Band 2: 1938, C. Röhrig Verlag.
- Weltentscheidung im Mittelmeer. Wilhelm Goldmann Verlag, 1937.
- Die neue Türkei. Wilhelm Goldmann Verlag, 1938.
- Die Briefe des alten Pfarrers. Truckenmüller, 1940.
- Jenseits der Milchstrasse. Utopischer Roman. Die Welt von morgen, Gebr. Weiss, 1959.
- Der Kanzler von Afrika (Roman). Die Welt von morgen, Gebr. Weiss, 1960.
- Geschichte des Judentums im Orient. Francke Verlag, 1960.
- Geschichte des Judentums im Abendland. Francke Verlag, 1961.